# Rio Caura
O Rio Caura é um rio sul-americano que banha a Venezuela, deságua no Rio Orinoco.